# Parti républicain-socialiste
De Parti républicain-socialiste PRS, Nederlands: Republikeins-Socialistische Partij, was een politieke partij in Frankrijk van socialistische signatuur die tussen 1910 en 1934 bestond.

## Geschiedenis
De directe voorloper van de Parti républicain-socialiste was de Parti Socialiste Indépendant PSI, een reformistisch-socialistische partij. De PSI fuseerde in maart 1902 met de Fédération des Travailleurs Socialistes de France en de Parti Ouvrier Socialiste Révolutionnaire tot de Parti Socialiste Français PSF. De PSF was ook een reformistisch-socialistische partij en kwam onder leiding van Jean Jaurès te staan. De grote opponent van de PSF was de doctrinair-marxistische Parti Socialiste de France PSdF van Jules Guesde. De PSdF bekritiseerde de welwillende houding van PSF om samen te werken met linkse 'burgerlijke' partijen, zoals de Parti Radical-Socialiste en de Alliance Démocratique.
Onder druk van de Tweede Internationale fuseerden de PSF en de PSdF in april 1905 tot de Parti Socialiste Unifié-SFIO. Een groot deel van de onafhankelijke socialisten brak echter al spoedig met SFIO en in 1907 werd door hen de Parti Socialiste Indépendant PSI opnieuw opgericht. De PSI ging in 1910 in de Parti Républicain-Socialiste PRS op, waarbij zich ook enkele oud-leden van SFIO aansloten, zoals Aristide Briand. De leiding van de Parti Républicain-Socialiste kwam in handen van René Viviani te liggen. De PRS presenteerde zich van het begin af aan als een reformistisch-socialistische partij en als niet-marxistisch. De partij noemde zich ook 'possibilistisch', dat wil zeggen gebruikmaken van de mogelijkheden om de situatie van de arbeiders te verbeteren, zonder dat daar een socialistische revolutie voor nodig was, en bleek volledig bereid om samen te werken met 'burgerlijke' partijen. De PRS bepleitte ook een samenwerking tussen kapitaal en arbeid. De PRS bevond zich rechts van de SFIO.
De Parti républicain-socialiste ontwikkelde zich nooit tot een eenheid. Sommige personen waren duidelijk meer links georiënteerd, met Alexandre Millerand, anderen waren meer rechts georiënteerd, met Aristide Briand. De PRS ging in 1934 in de Union Socialiste Républicaine op, die op haar beurt in 1945 in de Rassemblement des Gauches Républicaines opging.
Alexandre Millerand werd voor de Parti Républicain-Socialiste de president van Frankrijk. Aristide Briand, Alexandre Millerand, Paul Painlevé, Joseph Paul-Boncour en René Viviani werden premier.

## Ideologie
De Parti Républicain-Socialiste omschreef zichzelf als volgt: De Republikeins-Socialistische Partij is een vastberaden reformistische partij. De partij is van mening dat hervormingen slechts stapsgewijs kunnen worden gerealiseerd in een samenleving die constant in verandering is.
Zoals de meeste linkse partijen tijdens de Derde Franse Republiek was de PRS antiklerikaal.

## Verkiezingsresultaten
| 1910 | 4,1%  | 25  |
| 1914 | 3,9%  | 27  |
| 1919 | 3,5%  | 17  |
| 1924 | 20,1% | 104 |
| 1928 | 4,6%  | 30  |
| 1932 | 5,4%  | 37  |
| 1936 | 27,2% | 205 |

## Partijprominenten
| President | President           | President                          |
| --------- | ------------------- | ---------------------------------- |
|           | Alexandre Millerand | 21 september 1920 - 11 juni 1924   |
| Premiers  |                     |                                    |
|           | René Viviani        | 13 juni 1914 - 29 oktober 1915     |
|           | Aristide Briand     | 29 oktober 1915 - 20 maart 1917    |
|           | Paul Painlevé       | 12 september - 16 november 1917    |
|           | Alexandre Millerand | 20 januari - 24 september 1920     |
|           | Aristide Briand     | 16 januari 1921 - 15 januari 1922  |
|           | Paul Painlevé       | 17 april - 28 november 1925        |
|           | Aristide Briand     | 28 november 1925 - 19 juli 1926    |
|           | Aristide Briand     | 29 juli - 2 november 1929          |
|           | Joseph Paul-Boncour | 18 december 1932 - 31 januari 1933 |

## Voetnoten
1. ↑  kartel met SFIO
2. ↑  als onderdeel van de Union Socialiste Républicaine/SFIO